# Fixation (psychanalyse)
Pour les articles homonymes, voir Fixation.
En psychanalyse la fixation caractérise le mode d'attachement de la libido à l'organisation d'un des stades d'évolution selon la théorie de la sexualité infantile de Sigmund Freud, qu'il expose dans ses Trois essais sur la théorie sexuelle . On parle à cet effet de fixation orale, fixation sadique-anale et fixation phallique. La fixation atteste le poids du passé et de la difficulté à s'en dégager. La fixation est intrinsèquement liée à la régression dans la causalité des névroses. Ce concept est très présent dans la première topique mais dès 1920, à l'avènement  de la seconde topique, il perd de son importance. Il s'applique à la compréhension métapsychologique des névroses, des "névroses narcissiques" (Psychoses pour Freud) et des perversions. Il est essentiellement descriptif mais garde une valeur dynamique dans le cadre de la cure psychanalytique qui comporte une certaine dose de régression s'opérant donc sur les points de fixation qui en sont le centre d'attraction.